# Earl Scruggs
Earl Eugene Scruggs, (Shelby, Észak-Karolina, 1924. január 6. –  Nashville, Tennessee, 2012. március 28.) amerikai bluegrass-zenész. A háromujjas bendzsó pengetőstílusának népszerűsítéséről ismert, amelyet ma „Scruggs stílusnak” neveznek. Ez a bluegrass zene meghatározó jellemzője lett. Háromujjas játékstílus gyökeresen eltér a korábbi öthúros bendzsó hagyományos játékától. Az az új játékstílus népszerűvé vált, és a bendzsót a korábbi ritmushangszer szerepéből szólóhangszerré tette.

## Pályafutása
Earl Scruggs négyéves korában kezdett bendzsón játszani. Scruggs apja, aki farmer és könyvelő volt, hegedűn és bendzsón játszott. Testvérei is mindannyian játszottak valamilyen hangszeren. Apja súlyos betegség következtében elhunyt, amikor Scruggs még csak négyéves volt.
Scruggs pályafutása 1945-ben indult el Bill Monroe The Bluegrass Boys nevű zenekarában. A régi bendzsós helyére került, aki 1945. szeptemberében hagyta el Monroe-t.
Scruggs-szal a zenekar zenéje gyorsan átalakult azzá, amit később bluegrass-nak neveztek. A színpadon Monroe mindig kiemelte Scruggs nevét a következő szavakkal: „Earl Scruggs a díszes bendzsójával”. Scruggs hírneve a nashville-i WSM rádiócsatornán közvetített Grand Ole Opry-ban való rendszeres fellépéseinek köszönhetően nőtt.
1948-ban Scruggs személyes és üzleti okok következtében is elvált Bill Monroe-tól és Bluegrass Boys-tól. Lester Flatt gitárossal megalapították a Flatt and Scruggs duót. A két fiatal a még Bluegrass Boys-on keresztül ismerkedett meg. A Flatt és Scruggs zenekarukkal, a Foggy Mountain Boysszal az Egyesült Államok legsikeresebb bluegrass előadóivá váltak. Fellépéseikkel bejárták az Egyesült Államokat. Tagjai voltak a Grand Ole Opry-nak, a knoxville-i Tennessee Barn Dance együttesnek és a Louisiana Hayride-nak. Legnagyobb slágerük a „Foggy Mountain Breakdown” volt, amely később a Bonnie és Clyde című film főcímdala lett. A bluegrass-szal nem ismerős közönség számára Flatt és Scruggs a „The Beverly Hillbillies” című televíziós sorozat főcímdala révén is ismertek lettek, és szerepeltek a műsorban is.
Scruggs 1969-ben vált el Lester Flattól, hogy az 1970-es évektől kezdve három fiával vezesse az „Earl Scruggs Revue”-t. A zenekar úttörő szerepet játszott az akusztikus bluegrasst kibővítő basszusgitárral, valamint rockzenei elemekkel.

## Albumok
- 1972: Live At Kansas State
- 1973: Rockin’ Cross The Country
- 1973: The Earl Scruggs Revue
- 1975: Anniversary Special
- 1976: The Earl Scruggs Revue 2
- 1976: Family Portrait

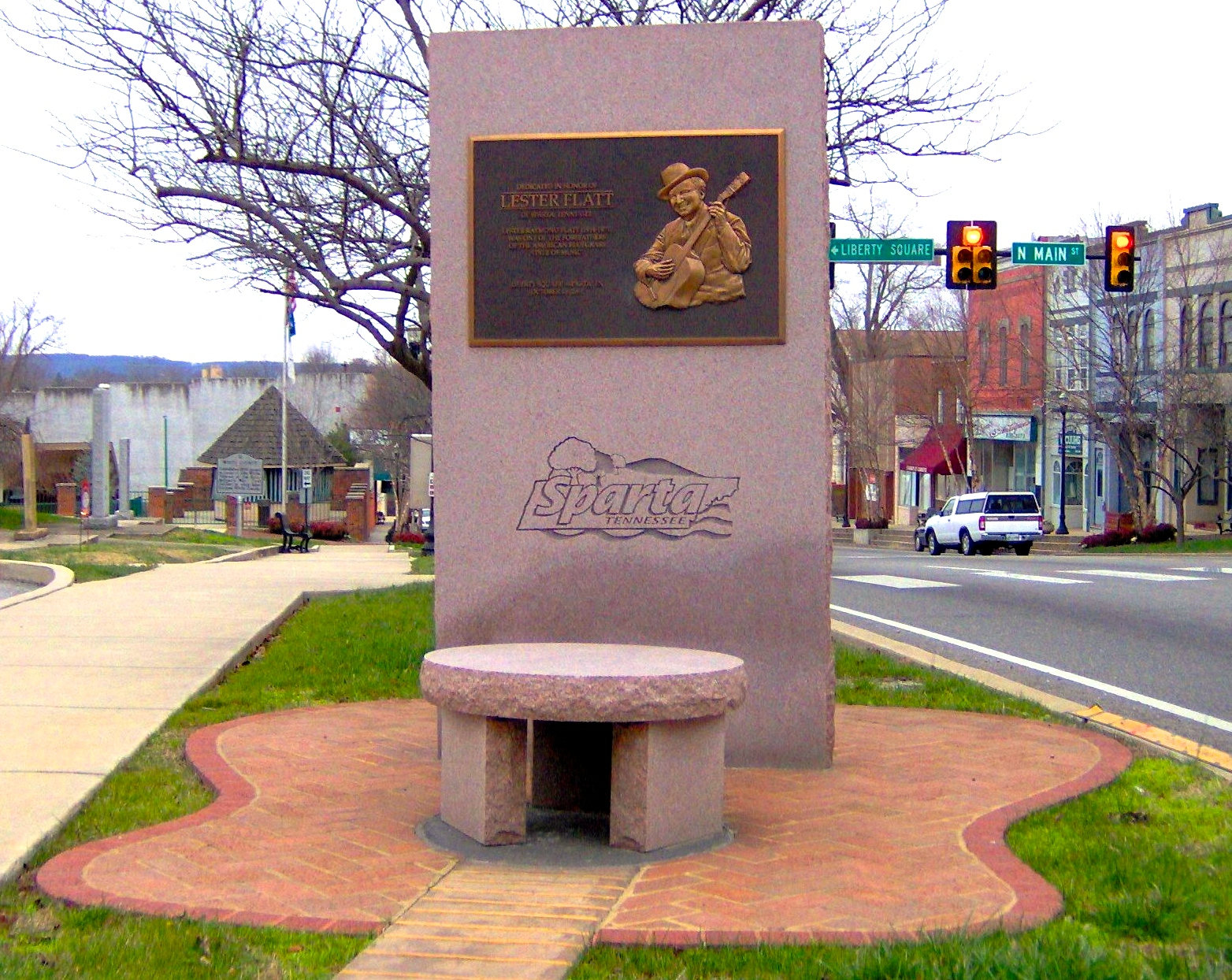
Lester Raymond Flatt (1914-1979)

- 1977: Live from Austin City Limits
- 1978: Bold & New
- 2001: Earl Scruggs and Friends
- 2003: Three Pickers

### További albumok
- 1970: Nashville’s Rock
- 1971: Earl Scruggs His Family And Friends
- 1972: I Saw The Light With Some Help From My Friends
- 1972: Will the circle be unbroken (+ Nitty Gritty Dirt Band)
- 1973: Dueling Banjos
- 1974: Where The Lilies Bloom
- 1977: Strike Anywhere
- 1979: Today And Forever (The Earl Scruggs Revue)
- 1980: Country Comfort
- 1982: The Storyteller And The Banjo Man (+ Tom T. Hall)
- 1982: Top Of The World (+Burrito Brothers)
- 1984: Super Jammin’
- 1984: American Made World Player
- 1987: Banjoman
- 1998: Artist’s Choice: The Best Tracks, 1970–1980 (+ The Earl Scruggs Revue)
- 2002: Classic Bluegrass Live − 1959–1966 (+ Lester Flatt + Foggy-Mountain-Boys)
- 2004: The Essential Earl Scruggs (2 CDs)
- 2005: Anniversary Special - Volume One − Volume Two (+ The Earl Scruggs Revue)
- 2008: Earl Scruggs with Family & Friends − The Ultimate Collection: Live at the Ryman

## Filmek
- Earl Scruggs az IMDb-n

## Díjak
- Country Music Hall of Fame, 1985
- Grammy Életmű-díj
- National Medal of Arts, 2008
- International Bluegrass Music Hall of Fame
- Hollywood Walk of Fame

## Fordítás
- Ez a szócikk részben vagy egészben  az   Earl Scruggs című német Wikipédia-szócikk ezen változatának fordításán alapul.  Az eredeti cikk szerkesztőit annak laptörténete sorolja fel. Ez a jelzés csupán a megfogalmazás eredetét és a szerzői jogokat jelzi, nem szolgál a cikkben szereplő információk forrásmegjelöléseként.